# Kenneth Dagnall
Kenneth Dagnall (Bolton, Lancashire, 1921. január 30. – Great Lever, 1995. március 3.) angol nemzetközi labdarúgó-játékvezető. Nemzetközileg használt neve: Ken Dagnall.

## Pályafutása

### Nemzeti játékvezetés
1950-ben lett az I. Liga játékvezetője. A nemzeti játékvezetéstől 1968-ban vonult vissza.

#### Nemzeti kupamérkőzések
Vezetett kupadöntők száma: 1.

##### FA-kupa
Az angol JB szakmai munkájának elismeréseként megbízta a döntő koordinálásával.
| Időpont         | Helyszín                | Mérkőzés típusa | Mérkőzés                     | Eredmény | Nézők száma |
| --------------- | ----------------------- | --------------- | ---------------------------- | -------- | ----------- |
| 1967. május 20. | Wembley Stadion, London | döntő           | Tottenham Hotspur FC–Chelsea | 2 : 1    | 100 000     |

### Nemzetközi játékvezetés
Az Angol labdarúgó-szövetség (FA) Játékvezető Bizottsága (JB) terjesztette fel nemzetközi játékvezetőnek, a Nemzetközi Labdarúgó-szövetség (FIFA) 1962-től tartotta nyilván bírói keretében. A FIFA JB központi nyelvei közül a angolt beszélte. Több válogatott és nemzetközi klubmérkőzést vezetett, vagy működő társának partbíróként segített. Az angol nemzetközi játékvezetők rangsorában, a világbajnokság-Európa-bajnokság sorrendjében többedmagával a 18. helyet foglalja el 4 találkozó szolgálatával. Az aktív nemzetközi játékvezetést 1968-ban fejezte be.

#### Labdarúgó-világbajnokság
A világbajnoki döntőhöz vezető úton Angliába a VIII., az 1966-os labdarúgó-világbajnokságra a FIFA JB bíróként alkalmazta. A rendező ország Játékvezető Bizottsága 7 játékvezetőt delegálhatott a tornára, közülük három fő mérkőzést vezetett és partbíróként tevékenykedett, négy fő csak partbíró volt. A FIFA JB kijelölte a döntő mérkőzés vezetésére, amennyiben Anglia nem jut a döntőbe. A FIFA elvárásának megfelelően, ha nem vezetett, akkor valamelyik működő társának partbíróként segített. Egy csoportmérkőzésen volt partbíró. Világbajnokságon vezetett mérkőzéseinek száma: 2 + 1 (partbíró).

##### 1966-os labdarúgó-világbajnokság

###### Selejtező mérkőzés
| Időpont              | Helyszín                   | Mérkőzés típusa           | Mérkőzés        | Eredmény | Nézők száma |
| -------------------- | -------------------------- | ------------------------- | --------------- | -------- | ----------- |
| 1965. szeptember 26. | Råsunda Stadion, Stockholm | előselejtező (2. csoport) | Svédország–NSZK | 1 : 2    | 52 943      |

###### Világbajnoki mérkőzés
| Időpont          | Helyszín                         | Mérkőzés típusa              | Mérkőzés               | Eredmény | Nézők száma |
| ---------------- | -------------------------------- | ---------------------------- | ---------------------- | -------- | ----------- |
| 1966. július 15. | Goodison Park Stadion, Liverpool | csoportmérkőzés (C. csoport) | Magyarország–Brazília  | 3 : 1    | 52 000      |
| 1966. július 28. | Wembley Stadion, London          | bronzmérkőzés                | Portugália–Szovjetunió | 2 : 1    | 88 000      |

#### Labdarúgó-Európa-bajnokság
Az európai-labdarúgó torna döntőjéhez vezető úton Német Szövetségi Köztársaságba a VIII., az 1988-as labdarúgó-Európa-bajnokságra az UEFA JB játékvezetőként foglalkoztatta.

##### 1988-as labdarúgó-Európa-bajnokság
| Időpont           | Helyszín                     | Mérkőzés típusa           | Mérkőzés     | Eredmény | Nézők száma |
| ----------------- | ---------------------------- | ------------------------- | ------------ | -------- | ----------- |
| 1966. október 22. | Ninian Park Stadion, Cardiff | előselejtező (8. csoport) | Wales–Skócia | 1 : 1    | 32 500      |

#### Brit Bajnokság
1882-ben az Egyesült Királyság brit tagállamainak négy szövetség úgy döntött, hogy létrehoznak egy évente megrendezésre kerülő bajnokságot egymás között. Az utolsó bajnoki idényt 1983-ban tartották meg.
| Időpont           | Helyszín                     | Mérkőzés típusa | Mérkőzés     | Eredmény |
| ----------------- | ---------------------------- | --------------- | ------------ | -------- |
| 1962. október 20. | Ninian Park Stadion, Cardiff | csoportmérkőzés | Wales–Skócia | 2 : 3    |

#### Nemzetközi kupamérkőzések

##### Bajnokcsapatok Európa-kupája
| Időpont            | Helyszín                      | Mérkőzés típusa                  | Mérkőzés           | Eredmény |
| ------------------ | ----------------------------- | -------------------------------- | ------------------ | -------- |
| 1962. november 14. | Feijenoord Stadion, Rotterdam | egyik nyolcaddöntő (1. mérkőzés) | Feyenoord–Vasas SC | 1 : 1    |

##### Vásárvárosok kupája
| Időpont           | Helyszín             | Mérkőzés típusa          | Mérkőzés                            | Eredmény |
| ----------------- | -------------------- | ------------------------ | ----------------------------------- | -------- |
| 1967. október 28. | Népstadion, Budapest | 3. forduló (1. mérkőzés) | Ferencvárosi TC–Eintracht Frankfurt | 1 : 4    |